# 434 f.Kr.

## Händelser

### Efter plats

#### Grekland
- Under Perikles ledning vidtar Aten ett antal mått och steg (det "megariska påbudet"), som lägger ett ekonomiskt embargo på Megara för att ha skändat land, som är heligt för Demeter. Enligt påbudets bestämmelser skall megariska handelsmän utestängas från Atens marknad och hamnarna i dess imperium. Detta stryper Megaras ekonomi och anstränger den bräckliga freden mellan Aten och Sparta, som är allierat med Megara.
- Filip (bror till Perdikkas II av Makedonien) utmanar Perdikkas om tronen och skaffar stöd från Aten och kung Derdas av Elimeia. Perdikkas svarar med att inleda ett uppror i ett antal atenska tributstäder, däribland Potidaia.
- Anaxagoras blir arresterad av Perikles politiska motståndare för att ha ifrågasatt de grundläggande dogmerna i Atens religion. Perikles måste uppbringa all sin övertalnings- och retoriska förmåga för att få honom frigiven, men trots detta döms han till böter och tvingas dra sig tillbaka från Aten till Lampsakos i Jonien.

### Efter ämne

#### Matematik
- Medan han sitter i fängelse försöker Anaxagoras, med rätskiva och passare, utföra cirkelns kvadratur.

## Avlidna
- Empedokles, grekisk filosof, poet och statsman (född omkring 490 f.Kr.)